# Athyrium longifolium
Athyrium longifolium là một loài dương xỉ trong họ Athyriaceae. Loài này được T. Moore Milde mô tả khoa học đầu tiên năm 1870.